# George Frederick Kunz
Kunz, George Frederick (ur. 29 września 1856 w Nowym Jorku; zm. 29 czerwca 1932 tamże) – amerykański mineralog. Od jego nazwiska pochodzi nazwa minerału kunzytu.